# Gibs

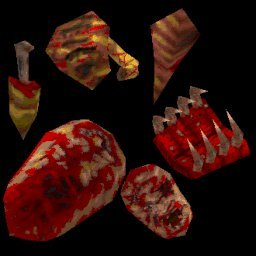
Gibs in Open Quartz, een open-source Quake project.

In computerspellen zijn gibs ([dʒɪbz], van het Engelse giblets) lichaamsdelen (of delen daarvan), zoals organen, vlees en botten, die overblijven wanneer een personage met veel geweld wordt omgebracht of omkomt. Adrian Carmack, een van de oprichters van id Software, wordt genoemd als bedenker van deze term.
Gibs komen veel voor in first-person shooter computerspellen waarin doorgaans de nadruk ligt op het doden van veel tegenstanders die de speler aanvallen. Een van de eerste spellen met gibs was Doom.
De term gibs wordt gebruikt wanneer een tegenstander uit elkaar is geknald of op andere wijze in allerlei losse stukken uiteen is gevallen. De term wordt niet gebruikt bij een gedode tegenstander wiens lichaam nog intact is gebleven aangezien hierbij geen gibs te zien zijn. Het doden van een speler op een zodanige manier dat gibs te zien zijn, wordt gibben genoemd. Het gibben van een tegenstander wordt als een grotere prestatie gezien dan het fraggen (doden) van een tegenstander maar veel spellen belonen de speler met hetzelfde aantal punten. De termen "frag" en "gib" worden meestal gebruikt in multiplayer deathmatch.
De term telefrag wordt gebruikt wanneer een speler teleporteert naar ruimte die al door een andere speler of monster bezet wordt. Aangezien twee objecten niet dezelfde ruimte kunnen innemen, wordt een van hen gedood. Een tegenstander op deze manier doden wordt telefraggen genoemd en dit gaat vaak gepaard met gibs.
In de meeste spellen verdwijnen gibs na een tijdje (vaak wanneer de speler een andere kant opkijkt) om processortijd te besparen aangezien een level vol met monsters al vrij gauw bezaaid kan worden met gibs.
Sommige spellen bezitten een instagib spelmodus of mutator (een aanpassing van het spel) waarin de spelers een zeer dodelijk wapen bezitten dat een tegenstander met één schot tot gibs kan reduceren. De term "instagib" is hiervan afgeleid.